# Chalyboclydon
Chalyboclydon là một chi bướm đêm thuộc họ Geometridae.

## Các loài
- Chalyboclydon apicata
- Chalyboclydon flexilinea
- Chalyboclydon marginata